# 3. ŽNL Vukovarsko-srijemska 2006./07.
Ovo je bila prva sezona nove reorganizacije 3. ŽNL Vukovarsko-srijemske, kada je podijeljena u dvije skupine po nogometnim središtima: Vinkovci i Vukovar (za NS Županja ne postoji 3. ŽNL). Prvaci liga će u sljedećoj sezoni igrati u 2. ŽNL Vukovarsko-srijemska.

## Ljestvica

### NS Vukovar
| Mj. | Klub             | Sus. | Pobj. | Ner. | Por. | GR.   | Bod.       |
| --- | ---------------- | ---- | ----- | ---- | ---- | ----- | ---------- |
| 1.  | ŠNK Dunav Sotin  | 16   | 11    | 4    | 1    | 54:21 | 37         |
| 2.  | NK Sloga Pačetin | 16   | 9     | 4    | 3    | 45:26 | 31         |
| 3.  | NK Mohovo        | 16   | 9     | 3    | 4    | 40:32 | 30         |
| 4.  | NK Tompojevci    | 16   | 9     | 2    | 5    | 50:41 | 28 (-1) ↓1 |
| 5.  | NK Negoslavci    | 16   | 8     | 3    | 5    | 52:31 | 27         |
| 6.  | NK Lipovača      | 16   | 7     | 1    | 8    | 60:49 | 22         |
| 7.  | NK Opatovac      | 16   | 5     | 3    | 8    | 33:57 | 18         |
| 8.  | NK Petrovci      | 16   | 2     | 2    | 12   | 29:59 | 7 (-1) ↓2  |
| 9.  | NK Sokol Berak   | 16   | 1     | 0    | 15   | 21:68 | 2 (-1) ↓3  |

### NS Vinkovci
| Mj. | Klub                     | Sus.                                                              | Pobj.                                                             | Ner.                                                              | Por.                                                              | GR.                                                               | Bod.                                                              |
| --- | ------------------------ | ----------------------------------------------------------------- | ----------------------------------------------------------------- | ----------------------------------------------------------------- | ----------------------------------------------------------------- | ----------------------------------------------------------------- | ----------------------------------------------------------------- |
| 1.  | NK Vidor Srijemske Laze  | 19                                                                | 16                                                                | 1                                                                 | 2                                                                 | 94:22                                                             | 49                                                                |
| 2.  | NK Hajduk Mirko Mirkovci | 19                                                                | 11                                                                | 4                                                                 | 4                                                                 | 69:33                                                             | 37                                                                |
| 3.  | NK Slavonac Prkovci      | 19                                                                | 11                                                                | 3                                                                 | 5                                                                 | 65:38                                                             | 35 (-1) ↓4                                                        |
| 4.  | NK Sremac Markušica      | 19                                                                | 10                                                                | 2                                                                 | 7                                                                 | 45:40                                                             | 32                                                                |
| 5.  | NK Borac Banovci         | 19                                                                | 8                                                                 | 1                                                                 | 10                                                                | 61:48                                                             | 25                                                                |
| 6.  | NK Podgrađe              | 19                                                                | 6                                                                 | 4                                                                 | 9                                                                 | 48:52                                                             | 22                                                                |
| 7.  | NK Đezelem Korođ         | 19                                                                | 7                                                                 | 0                                                                 | 12                                                                | 38:75                                                             | 21                                                                |
| 8.  | NK Polet Donje Novo Selo | 19                                                                | 4                                                                 | 4                                                                 | 11                                                                | 27:60                                                             | 16                                                                |
| 9.  | NK Obilić Ostrovo        | 19                                                                | 4                                                                 | 3                                                                 | 12                                                                | 37:85                                                             | 15                                                                |
| 10. | NK Srijem Orolik         | 19                                                                | 4                                                                 | 1                                                                 | 14                                                                | 24:77                                                             | 11 (-2) ↓5                                                        |
| 11. | NK Bosut Apševci         | klub je odustao od natjecanja nakon jesenskog dijela prvenstva ↓6 | klub je odustao od natjecanja nakon jesenskog dijela prvenstva ↓6 | klub je odustao od natjecanja nakon jesenskog dijela prvenstva ↓6 | klub je odustao od natjecanja nakon jesenskog dijela prvenstva ↓6 | klub je odustao od natjecanja nakon jesenskog dijela prvenstva ↓6 | klub je odustao od natjecanja nakon jesenskog dijela prvenstva ↓6 |